# Lauwers
Lauwers – rzeka w Holandii. Tworzy część granicy pomiędzy prowincjami Fryzja i Groningen. Jej źródła zlokalizowane są na południowy wschód od miejscowości Surhuisterveen. Do Morza Wattowego uchodzi poprzez sztuczne jezioro Lauwersmeer.